# Captain Morgan’s Revenge
Captain Morgan’s Revenge (рус. Месть капитана Моргана) — дебютный полноформатный студийный альбом шотландской фолк/пауэр-метал-группы Alestorm, вышедший в 2008 году. 
Лирика Captain Morgan’s Revenge посвящена легендам и реальным историям из жизни морских разбойников Карибского бассейна второй половины XVII века, в том числе известного английского корсара Генри Моргана. Заключительная песня — рок-версия гимна Шотландии.

## Список композиций
1. Over The Seas — 03:55
2. Captain Morgan’s Revenge — 06:42
3. The Huntmaster — 04:59
4. Nancy, The Tavern Wench — 04:52
5. Death Before The Mast — 03:17
6. Terror On The High Seas — 03:51
7. Set Sail And Conquer — 04:38
8. Of Treasure — 02:58
9. Wenches & Mead — 03:42
10. Flower Of Scotland — 02:37

## Участники записи
- Кристофер Боус — вокал, клавишные
- Гэвин Харпер — электрогитара, гармоника, тамбурин, ударные
- Дэни Эванс — бас-гитара
- Migo «Oger Mampf» Wagner — ударные